# 布雷特诺
布雷特诺（法語：Breitenau，发音：[bʁɛtno]）是法国下莱茵省的一个市镇，位于该省南部，孚日山东侧，属于塞莱斯塔-埃尔什泰因区和米齐格县（Mutzig）。该市镇总面积4.29平方公里，2009年时的人口为302人。
德国亦有与之拼写相同的市镇"布赖特瑙"。

## 人口
布雷特诺人口变化图示